# Piet Cronje
El general Piet Arnoldus Cronje (Colesberg, Transvaal, 4 de octubre de 1836-Potchefstroom, 4 de febrero de 1911) fue un líder de los ejércitos de la República de Sudáfrica o Zuid Afrika durante las Guerras de los Bóeres.
Ganó reputación en la Primera Guerra de los Bóeres, sitiando una guarnición británica en Potchefstroom. De aspecto distintivo, bajo de altura con barba negra y con reputación de tener considerable coraje personal.
Estaba al mando de la fuerza que acorraló a Leander Starr Jameson en Dorinkop en la conclusión de la Incursión de Jameson (Jameson Raid) el 2 de enero de 1896. Durante la Segunda Guerra de los Bóeres, fue el comandante general del teatro occidental de la guerra. Comenzó los sitios de Kimberley y Mafeking. En Mafeking, con una fuerza variable de entre 2,000 a 6,000 hombres, efectuó el sitio contra una tropa de 1200 regulares y milicianos bajo las órdenes del coronel Robert Baden-Powell. Después de su rendición con 4,000 de sus comandos en Paardeberg el 27 de febrero de 1900, fue encarcelado como prisionero de guerra en la Isla Santa Elena, donde permaneció hasta la conclusión de las negociaciones de paz en 1902.